# Kalidiopsis wagenitzii
Kalidiopsis wagenitzii är en amarantväxtart som beskrevs av Paul Aellen. Kalidiopsis wagenitzii ingår i släktet Kalidiopsis och familjen amarantväxter. Inga underarter finns listade i Catalogue of Life.